# 罗比·祖基
罗比·祖基（義大利語：Roby Zucchi，1951年10月9日—），意大利男子滑水运动员。他曾代表意大利参加1972年夏季奥林匹克运动会滑水比赛，获得一枚金牌。